# 德克·威斯特費爾
德克·威斯特費爾（德語：Dirk Westphal；1986年1月31日—）是一位德國排球運動員。他現在效力於波蘭排球聯賽球隊Cerrad Czarni Radom。他是德國國家排球隊的一員，代表德國參加了2014年世錦賽獲得銅牌。